# NGC 5253
NGC 5253 este o sub-millimetric source⁠(d) situată în constelația Centaurul. A fost descoperită în 15 martie 1787 de către William Herschel. Se află la o distanță de 3,44 megaparseci de Pământ.